# 아시노 쇼토
아시노 쇼토(일본어: 芦野 翔斗, 1992년 7월 24일~)는 일본의 축구 선수이다.

## 구단 경력
그는 2015년 일본 풋볼 리그의 토난 마에바시에 입단했다.
2016년 YSCC 요코하마 2nd로 이적했다. 2018년 J3리그의 YSCC 요코하마로 승격했다. 2019년까지 10경기에 출전하여, 1득점을 넣었다.